# Joan Cardona Méndez
Joan Cardona Méndez (Maó, 27 de maio de 1998) é um velejador espanhol, medalhista olímpico.

## Carreira
Méndez participou dos Jogos Olímpicos de Verão de 2020 em Tóquio, onde participou da classe Finn, conquistando a medalha de bronze após finalizar a série de treze regatas com 51 pontos.